# Митрофанова Марина Сергіївна
Марина Сергіївна Митрофанова (нар. 7 червня 1992, Сургут, Російська Федерація) —  російська кіноактриса.

## Походження та навчання
Марина Митрофанова народилася 1992 року у місті Сургут Російської Федерації. під час навчання в школі відвідувала музичну школу по класу фортепіано. Вперше на сцену Марина Митрофанова вийшла в школі. У старших класах вона відвідувала театральний гурток.
Після закінчення школи поїхала до Москви. Вона навчалась на курсі Василя Бочкарьова у Вищому театральному училищі імені Михайла Щепкіна при Державному академічному Малому театрі Росії, яке закінчила у 2013 році.

## Творчість
Відразу після закінчення училища у 2013 році Марини Митрофанова почала служити в театрі «Співдружність акторів Таганки». Грала, головним чином, в епізодичних ролях. Наприклад, скомороха — у спектаклі «Концерт з нагоди кінця світу» (дебют), Суничка — у «Чиполліно» та бегемотика Броні — у «Пригоди Левеня». Далі були більш серйозні ролі.
Вперше зіграла у кіно — у 2013 році у ролі Наташі у серіалі «Обмани, якщо любиш». Але широка популярність до Марини Митрофанової прийшла у 2014 році, коли вона зіграла героїню Аню Дергунову в гумористичному серіалі Іллі Аксьонова «Сім'я 3D». Втім, справжня популярність прийшла після виходу на екрани мелодрами «Красиве життя», де Марина Митрофанова зіграла головну роль — героїні на ім'я Ірина Суботіна.

### Ролі в театрі
Навчальний театр
- Глафіра — «Чужа дружина і чоловік під ліжком», Федора Достоєвського;
- Джульєтта — «Ромео і Джульєтта», Вільяма Шекспіра;
- Марта — «Страх і злидні у третій імперії», Бертольда Брехта.

### Ролі в кіно
- 2019 — «Сонячний листопад» — Оксана
- 2019 — Ярди (у виробництві)
- 2019 — З мене досить
- 2018 — Несолодка помста — Катя (головна роль)
- 2017 — Мій найкращий ворог — Соня Ігнатьєва, донька Юрія від першого шлюбу, художниця (головна роль)
- 2017 — Коротке слово «ні» — Тата Корнєєва (головна роль)
- 2017 — Друга молодість — Юля, дочка Ірини та Бориса
- 2016 — Злочин — Тамара
- 2016 — Катерина. Зліт — Анна Петрівна Шеремет'єва, графиня, фрейліна Катерини
- 2015 — Останній рубіж — Даша
- 2015 — Орден — Варя Васнєцова, санінструкторка
- 2015 — На далекій заставі — Настя, донька Лозового
- 2014 — Сім'я 3Д — Аня Дергунова
- 2014 — Красиве життя — Ірина Суботіна (головна роль)
- 2013 — Обмани, якщо кохаєш — Наталка, однокурсниця Марини

## Особисте життя
Марина Митрофанова не одружена. Але у неї є молодий хлопець; інформації про їхні стосунки акторка не афішує.
Є брат — Денис Митрофанов.